# Yoro (Honduras)
Yoro ist eine Stadt und eine Gemeinde in Honduras. Sie ist die Hauptstadt des Departamento Yoro. 2013 hatte die Stadt 21.052 Einwohner und die Gemeinde hatte eine Einwohnerzahl von 86.665.

## Geschichte
Es scheint, dass der ursprüngliche Name Hacienda del oro war; später, im Jahr 1774, wurde die Stadt Santa Cruz de Yoro und dann Villa de Santiago de Yoro genannt. Seit 1825 ist die Siedlung der Sitz des Departamento Yoro.

## Bevölkerung
Yoro ist ein Zentrum der indigenen Tolupan, deren Siedlungen sich hauptsächlich in dieser Gemeinde und in den anderen nahegelegenen Gemeinden befinden.

## Religion
Yoro bildet den Hauptsitz des Bistums Yoro.